# 15a etapa del Tour de França de 2010
La 15a etapa del Tour de França de 2010 es disputà el dilluns 19 de juliol de 2010 sobre un recorregut de 187,5 km entre Pàmies i Banhèras de Luishon. La victòria fou pel francès Thomas Voeckler (BBox Bouygues Telecom), que arribà en solitari a la meta.
Alberto Contador es vestí amb el mallot groc, en treure-li a l'arribada 39" a Andy Schleck, després d'aprofitar una sortida de cadena de Schleck en l'ascensió al Port de Balès quan aquest estava atacant.

## Perfil de l'etapa
Segona etapa pirinenca, amb final a Banhèras de Luishon després d'haver superat quatre dificultats muntanyoses. La primera part de l'etapa fou bàsicament plana, amb una petita cota de quarta categoria al quilòmetre 30. En canvi la segona meitat de l'etapa es complica a poc a poc, amb el pas per dos ports de segona categoria, el Coll de Portet-d'Aspet (km 105) i el Coll des Ares (km 126,5) i el pas pel Port de Balès, de categoria especial, a sols 21 quilòmetres per l'arribada.

## Desenvolupament de l'etapa
Tot i els nombrosos intents d'escapada des de bon començament, el gran grup impedí que tinguessin èxit, corrent a una velocitat altíssima que va fer que durant la primera hora es fessin 44,7 km. Al km 84 el gran grup encara anà unit i no va ser fins abans de començar l'ascens al Coll de Portet-d'Aspet quan un grup de 10 ciclistes (Brian Vandborg (Liquigas-Doimo), Johan Vansummeren (Garmin-Transitions), Serguei Ivanov (Team Katusha), Lloyd Mondory (AG2R La Mondiale), Alessandro Ballan (BMC Racing Team), Francesco Reda (Quick Step), Luke Roberts (Team Milram), Thomas Voeckler, Sébastien Turgot (Bbox Bouygues Telecom) i Aitor Pérez Arrieta (Footon-Servetto)) aconseguí 2' 50". Ràpidament augmentà la diferència i passat el cim del coll des Ares la diferència ja era de 10' respecte al gran grup, manat pel Team Saxo Bank.
En l'ascens al Port de Balès la diferència dels escapats es va anar reduint a poc a poc. A 8 km per a l'arribada Thomas Voeckler atacà i, tot i que primer va ser seguit per Alessandro Ballan, poc després se n'aà sol al capdavant de la cursa. Al cim disposava de 4' 28", un temps que li permeté arribar en solitari a la meta de Banhèras de Luishon.
Pel darrere el gran grup cada vegada era més petit, fins que sols quedaren els favorits. A 3 km pel cim Andy Schleck atacà, però en aquell moment se li surtí la cadena i va haver d'aturar-se. Simultàniament, Alberto Contador havia respost a l'atac i junt a Samuel Sánchez i Denís Ménxov el deixaren enrere. Al cim del port els tres tragueren 28" a Schleck, un temps que augmentaria fins als 39" a la meta i que suposà un canvi de mallot groc per tan sols 8".

## Esprints intermedis
| 1r | Jeremy Hunt (GBR)     | 6 pts |
| 2n | Christian Knees (DEU) | 4 pts |
| 3r | Jérôme Pineau (FRA)   | 2 pts |

| 1r | Sébastien Turgot (FRA) | 6 pts |
| 2n | Lloyd Mondory (FRA)    | 4 pts |
| 3r | Serguei Ivanov (RUS)   | 2 pts |

## Ports de muntanya
| 1r | Pierrick Fédrigo (FRA)    | 3 pts |
| 2n | Thor Hushovd (NOR)        | 2 pts |
| 3r | Alessandro Petacchi (ITA) | 1 pt  |

| 1r | Thomas Voeckler (FRA)     | 10 pts |
| 2n | Sébastien Turgot (FRA)    | 9 pts  |
| 3r | Lloyd Mondory (FRA)       | 8 pts  |
| 4t | Brian Vandborg (DEN)      | 7 pts  |
| 5è | Aitor Pérez Arrieta (ESP) | 6 pts  |
| 6è | Serguei Ivanov (RUS)      | 5 pts  |

| 1r | Thomas Voeckler (FRA)    | 10 pts |
| 2n | Sébastien Turgot (FRA)   | 9 pts  |
| 3r | Brian Vandborg (DEN)     | 8 pts  |
| 4t | Johan Van Summeren (BEL) | 7 pts  |
| 5è | Serguei Ivanov (RUS)     | 6 pts  |
| 6è | Francesco Reda (ITA)     | 5 pts  |

| 1r  | Thomas Voeckler (FRA)     | 40 pts |
| 2n  | Aitor Pérez Arrieta (ESP) | 36 pts |
| 3r  | Alessandro Ballan (ITA)   | 32 pts |
| 4t  | Johan Van Summeren (BEL)  | 28 pts |
| 5è  | Brian Vandborg (DEN)      | 24 pts |
| 6è  | Lloyd Mondory (FRA)       | 20 pts |
| 7è  | Serguei Ivanov (RUS)      | 16 pts |
| 8è  | Alberto Contador (ESP)    | 14 pts |
| 9è  | Denís Ménxov (RUS)        | 12 pts |
| 10è | Luke Roberts (AUS)        | 10 pts |

## Classificació de l'etapa
|    | Ciclista                  | Equip                 | Temps      |
| -- | ------------------------- | --------------------- | ---------- |
| 1  | Thomas Voeckler (FRA)     | Bbox Bouygues Telecom | 4h 45' 51" |
| 2  | Alessandro Ballan (ITA)   | BMC Racing Team       | + 1' 20"   |
| 3  | Aitor Pérez Arrieta (ESP) | Footon-Servetto       | + 1' 20"   |
| 4  | Lloyd Mondory (FRA)       | AG2R La Mondiale      | + 2' 50"   |
| 5  | Luke Roberts (AUS)        | Team Milram           | + 2' 50"   |
| 6  | Francesco Reda (ITA)      | Quick Step            | + 2' 50"   |
| 7  | Alberto Contador (ESP)    | Astana Qazaqstan Team | + 2' 50"   |
| 8  | Samuel Sánchez (ESP)      | Euskaltel-Euskadi     | + 2' 50"   |
| 9  | Denís Ménxov (RUS)        | Rabobank ProTeam      | + 2' 50"   |
| 10 | Brian Vandborg (DEN)      | Liquigas-Doimo        | + 2' 50"   |

## Classificació general
|    | Ciclista                    | Equip                 | Temps       |
| -- | --------------------------- | --------------------- | ----------- |
| 1  | Alberto Contador (ESP)      | Astana Qazaqstan Team | 72h 50' 42" |
| 2  | Andy Schleck (LUX)          | Team Saxo Bank        | + 8"        |
| 3  | Samuel Sánchez (ESP)        | Euskaltel-Euskadi     | + 2' 00"    |
| 4  | Denís Ménxov (RUS)          | Rabobank ProTeam      | + 2' 13"    |
| 5  | Jurgen van den Broeck (BEL) | Omega Pharma-Lotto    | + 3' 39"    |
| 6  | Robert Gesink (NED)         | Rabobank ProTeam      | + 5' 01"    |
| 7  | Levi Leipheimer (USA)       | Team RadioShack       | + 5' 25"    |
| 8  | Joaquim Rodríguez (ESP)     | Team Katusha          | + 4' 45"    |
| 9  | Aleksandr Vinokúrov (KAZ)   | Astana Qazaqstan Team | + 7' 12"    |
| 10 | Ryder Hesjedal (CAN)        | Garmin-Transitions    | + 7' 51"    |

## Classificacions annexes
|    | Ciclista                  | Equip               | Total   |
| -- | ------------------------- | ------------------- | ------- |
| 1r | Alessandro Petacchi (ITA) | Lampre-Farnese Vini | 187 pts |
| 2n | Thor Hushovd (NOR)        | Cervélo TestTeam    | 185 pts |
| 3r | Mark Cavendish (GBR)      | Team HTC-Columbia   | 162 pts |

|    | Ciclista               | Equip                 | Total   |
| -- | ---------------------- | --------------------- | ------- |
| 1r | Anthony Charteau (FRA) | Bbox Bouygues Telecom | 115 pts |
| 2n | Jérôme Pineau (FRA)    | Quick Step            | 92 pts  |
| 3r | Thomas Voeckler (FRA)  | BBox Bouygues Telecom | 82 pts  |

|    | Ciclista              | Equip            | Temps       | Temps |
| -- | --------------------- | ---------------- | ----------- | ----- |
| 1r | Andy Schleck (LUX)    | Team Saxo Bank   | 72h 50' 50" |       |
| 2n | Robert Gesink (NED)   | Rabobank ProTeam | + 4' 53"    |       |
| 3r | Roman Kreuziger (CZE) | Liquigas-Doimo   | + 7' 50"    |       |

|    | Equip                  | Temps        | Temps |
| -- | ---------------------- | ------------ | ----- |
| 1r | Team RadioShack (USA)  | 218h 42' 52" |       |
| 2n | Caisse d'Epargne (ESP) | + 4' 27"     |       |
| 3r | Rabobank ProTeam (NED) | + 17' 23"    |       |

## Abandonaments
- Mauro Santambrogio (BMC Racing Team). Abandona.